# Тинченко, Ярослав Юрьевич
Яросла́в Ю́рьевич Ти́нченко (род. 5 ноября 1976, Киев) — украинский писатель, журналист, историк и литературовед. Автор популярных книг по истории Украины, заместитель директора Национального военно-исторического музея Украины по научной работе.

## Биография
Родился 5 ноября 1976 года в Киеве. Закончил заочное отделение исторического факультета Львовского государственного университета по специальности — военная история Украины 1917—1920 гг, история гражданской войны, униформология.
Работал историческим обозревателем в газете «Киевские ведомости».

## Награды
- Лауреат XVI Всеукраинского рейтинга «Книга года 2014» в номинации «Популярные издания/историческая беллетристика» за монографии «Войска Ясновельможного Пана Гетмана. Армия Украинской Державы, май-декабрь 1918 года» и «Под звездой Давида. Еврейские национальные формирования в Украине в 1917—1920 годах».

## Отзывы
«Чрезвычайно нужной и полезной книгой», впервые показавшей масштаб и характер репрессий 1930—1931 гг. против бывших офицеров царской армии, назвал монографию Тинченко «Голгофа русского офицерства в СССР» доктор исторических наук В. П. Булдаков.